# 广济桥 (杭州市)
30°28′49.4″N 120°10′43.5″E / 30.480389°N 120.178750°E
塘栖广济桥亦称广济长桥或通济桥，俗称长桥，为位于中华人民共和国浙江省杭州市临平区塘栖镇内西北的一座七孔石拱桥，南北向跨京杭大运河。该桥始建于唐代，明弘治二年（1489）重建（拱券上刻有此纪年），清康熙间修缮。桥长78.7米，面宽5.2米，中孔跨径15.69米，矢高7.75米，拱券采用纵联分节并列砌筑，南北两侧各沿80级台阶而上。桥面两侧设有高0.4米的素面石栏板，共有望柱64根，桥顶四柱饰有莲瓣，其余为球形。